# ویلگرسدورف
ویلگرسدورف (به آلمانی: Wilgersdorf) یک منطقهٔ مسکونی در آلمان است که در ویلنسدورف واقع شده‌است. ویلگرسدورف ۲٬۹۷۷ نفر جمعیت دارد.